# Tennistavolo ai XV Giochi dei piccoli stati d'Europa
Il torneo di tennistavolo ai XV Giochi dei piccoli stati d'Europa si svolge dal 28 maggio al 1º giugno 2013.

## Medagliere
| # | Nazione     | Oro | Argento | Bronzo | Totale |
| - | ----------- | --- | ------- | ------ | ------ |
| 1 | Lussemburgo | 5   | 1       | 1      | 7      |
| 2 | Montenegro  | 1   | 0       | 1      | 2      |
| 3 | Monaco      | 0   | 2       | 3      | 5      |
| 4 | Malta       | 0   | 2       | 1      | 3      |
| 5 | San Marino  | 0   | 1       | 0      | 1      |
| 6 | Cipro       | 0   | 0       | 2      | 2      |
|   | Totale      | 6   | 6       | 8      | 20     |

## Podi

### Uomini
| Evento         | Oro                                                | Argento                                         | Bronzo                           |
| Singolo        | Irfan Ćekić                                        | Traian Ciociu                                   | Marios Yiangou Anthony Peretti   |
| Doppio         | Mike Bast / Gilles Michely                         | Anthony Peretti / David Samson                  | Irfan Ćekić / Viktor Rogić       |
| Gara a squadre | Lussemburgo Mike Bast Traian Ciociu Gilles Michely | Monaco Anthony Peretti David Samson Martin Tiso | Malta Daniel Bajada Simon Gerada |

### Donne
| Evento         | Oro                                                     | Argento                                          | Bronzo                           |
| Singolo        | Sarah de Nutte                                          | Letizia Giardi                                   | Kouiza Kourea Tessy Gonderinger  |
| Doppio         | Ni Xialian / Sarah de Nutte                             | Viktoria Lučenková / Lu Pengfei                  | Ulrika Quist / Lauren Riley      |
| Gara a squadre | Lussemburgo Ni Xialian Sarah de Nutte Tessy Gonderinger | Malta Viktoria Lučenková Lu Pengfei Jessica Pace | Monaco Ulrika Quist Lauren Riley |